# Osman Şirin
Osman Şirin (geboren am 5. November 1943 in Vakfıkebir, Provinz Trabzon, Türkei) ist ein türkischer Jurist. Er war von 1991 bis 2008 Richter am türkischen Kassationshof, von 2004 an zusätzlich dessen Erster Vizepräsident.
Nach seinem Schulabschluss in Trabzon studierte Şirin Rechtswissenschaft an der Universität Istanbul. Anschließend leistete er seinen Militärdienst in Lüleburgaz ab. Seine Laufbahn als Richter begann er als Kandidat in Trabzon und war anschließend als Richter in Narman, İkizdere, Akçakoca und Bafra tätig. In Samsun wurde er daraufhin Vorsitzender eines Strafgerichts für größere Fälle und ging von dort nach Istanbul, wo er Richter in Pressestrafsachen und danach an einem Strafgericht für größere Fälle war.
Şirin wurde am 15. August 1991 zum Mitglied des Kassationshofs, des höchsten ordentlichen Gerichts des Landes, gewählt und am 25. Oktober 2004 von dessen Großer Plenarversammlung zu einem seiner beiden Ersten Vizepräsidenten bestimmt, einer Position, die er bis zu seiner Pensionierung innehatte, zeitweilig als geschäftsführender Vorsitzender.
Er gehörte der Großen Strafkammer des Kassationshofs an, die 2006 eine Verurteilung des armenisch-türkischen Journalisten Hrant Dink wegen Beleidigung des Türkentums bestätigte. Şirin war einer der Richter, die sich in einem Sondervotum gegen die Bestrafung aussprachen; darin hieß es unter anderem, es entstehe der fatale Eindruck, Dink sei deshalb bestraft worden, weil er die „Ereignisse von 1915“ als Völkermord bezeichnet hatte.
Zuweilen schaltete sich Şirin öffentlich in rechtspolitische Debatten ein, etwa, als er sich 2005 für eine Verzögerung einer Reform des Strafgesetzbuches aussprach. 2008 sprach sich Şirin mehrfach gegen Initiativen der türkischen Regierung unter Ministerpräsident Erdoğan und Justizminister Mehmet Ali Şahin aus. So stellte er sich gegen Pläne, das Kopftuchverbot zu lockern, und erklärte in seiner Eigenschaft als geschäftsführender Vorsitzender des Kassationshofes im Februar 2008, die Justiz werde eine drohende Abkehr des Landes vom Säkularismus verhindern. Eine Presseschau für die US-Regierung fasste zusammen, seine Reaktion werde als die stärkste Warnung aus Justizkreisen an die Regierung überhaupt gewertet. Im Mai 2008 wandte Şirin sich öffentlich gegen die geplante Reform des Justizministeriums, die Mitglieder der obersten Gerichte durch disziplinarische Maßnahmen unter eine stärkere Kontrolle der Exekutive zu bringen, ohne zuvor konsultiert worden zu sein.
Am 5. November 2008 wurde Şirin pensioniert.
Er ist verheiratet und hat drei Kinder.